# Histologija
Histologija (grč. histos – tkivo; logos - riječ, znanost) je medicinska znanost o tkivima (u užem smislu), odnosno, nauka o sastavu višestaničnih organizama. 
Histologija se obično povezuje s embriologijom te se kao takva dijeli na četiri osnovna područja: opća histologija, opća embriologija, specijalna histologija i specijalna embriologija.
U opću histologiju spadaju : 
- Histologija i metode u proučavanju histologije
- Epitelno tkivo
- Vezivno tkivo
- Masno tkivo
- Hrskavica
- Koštano tkivo
- Živčano tkivo
- Mišićno tkivo

U specijalnu histologiju ubrajamo topografsku histologiju po regijama tijela (e.g. žilni sustav, muški spolni sustav, osjetni organi - oko i uho, neuroendokrini sustav...)
Neke od grana histologije su histofizika, histokemija i histofiziologija. 

## Razvoj histologije kroz povijest
Današnja histologija proučava mikroskopsku građu organizma, no histologija je znanost koja se razvijala i prije upotrebe mikroskopa. Već je Aristotel razlikovao pojedina osnovna tkiva u organizmu te je izučavao njihova bitna svojstva. "Ocem histologije" danas smatramo Mariea Francoisa Xaviera Bichata koji je u svojoj knjizi Opća anatomija (L'anatomie generale) podrobno iznio svojstva pojedinih tkiva, ali bez mikroskopske analize. On je, naime, smatrao tkiva nedjeljivim elementima, a organe ujedinjenima te je tako u samim počecima histologiju povezao s fiziologijom.
Tek je upotreba mikroskopa otvorila vrata novim spoznajama. Prvi korak u poznavanju bolje građe tkiva napravio je Robert Hooke kad je pomoću mikroskopa utvrdio da je svako tkivo sastavljeno od sitnijih dijelova - stanica. 
Prvi koji u svojim radovima iznose shvaćanja da je organizam izgrađen od stanica su Henri Dutrochet, Pierre Jean Francois Turpin, Francois Vincent Raspail i Carl Anton Meyer.

## Vanjske poveznice
Mrežna mjesta
- histologija Hrvatska enciklopedija
- Histološki atlas Zavoda za histologiju i embriologiju Medicinskog fakulteta u Rijeci